# Осиновка (Мстиславский район)
Осиновка (бел. Асінаўка) — деревня в Мстиславском районе Могилёвской области Белоруссии. Входит в состав Подсолтовского сельсовета.

## География
Деревня находится в северо-восточной части Могилёвской области, в пределах Оршанско-Могилёвской равнины, на левом берегу реки Реместлянки, к югу от автодороги Р15, на расстоянии примерно 26 километров (по прямой) к северо-западу от Мстиславля, административного центра района. Абсолютная высота — 192 метра над уровнем моря.

## История
В конце XVIII века деревня входила в состав Мстиславского воеводства Великого княжества Литовского.
Согласно «Списку населенных мест Могилёвской губернии» 1910 года издания населённый пункт входил в состав Раздельского сельского общества Шамовской волости Мстиславского уезда Могилёвской губернии. Имелось 13 дворов и проживало 115 человек (62 мужчины и 53 женщины).
До 2013 года Осиновка входила в состав ныне упразднённого Раздельского сельсовета.

## Население
По данным переписи 2009 года, в деревне проживало 19 человек.